# Сёда, Кэндзиро
Кэндзиро Сёда (яп. 正田 建次郎, 25 февраля 1902 — 20 марта 1977) — японский математик-алгебраист.
Кэндзиро Сёда родился в городе Татебаяси префектуры Гумма. Он ходил в школу в Токио, а после окончания средней школы посещал Восьмую национальную высшую школу в Нагое. По окончании школы он вернулся в Токио и поступил в Токийский университет, где его научным руководителем был Тэйдзи Такаги. В 1925 году он получил диплом и в течение ещё одного года обучался в Токийском университете.
В 1926 году Сёда получил стипендию, позволявшую ему пройти обучение в Германии. Он провёл один год в Берлине, посещая лекции Исая Шура, а затем переехал в Гёттинген и был учеником Эмми Нётер. Обучение в Гёттингене оказало большое влияние на его становление как математика. В течение нескольких последующих лет он написал большое количество работ по теории алгебр, в частности, по теории Галуа для простых алгебр.
В 1929 году Сёда вернулся в Японию и вскоре начал писать учебник «Абстрактная алгебра» (яп. 抽象代数学 Тю:сё: дайсу:гаку) на японском языке, который был издан в 1932 году и несколько раз переиздавался (в 1971 году вышло 12-е издание). В 1933 году Сёда был назначен профессором Осакского университета.
В 1946 году Сёда был назначен первым председателем Японского математического общества. В своих математических работах этого периода он пытался объединить множество известных теорий алгебраических систем (см. Универсальная алгебра). В 1949 году он был награждён премией Японской академии, а в 1955 году был назначен президентом Осакского университета. В течение 6 лет своего президентства он способствовал созданию нескольких новых факультетов, в частности, факультета инженерных наук, деканом которого он стал в 1961-м. После ухода в отставку из Осакского университета он работал над улучшением образовательной системы Японии и состоял членом нескольких комитетов в этой сфере. В 1969 году был награждён Орденом культуры.
Умер от сердечного приступа 20 марта 1977 года.